# Horaga isna
Horaga isna är en fjärilsart som beskrevs av Corbet 1941. Horaga isna ingår i släktet Horaga och familjen juvelvingar. Inga underarter finns listade i Catalogue of Life.